# Chataignier
Chataignier és una població dels Estats Units a l'estat de Louisiana. Segons el cens del 2000 tenia 383 habitants.

## Demografia
Segons el cens del 2000, Chataignier tenia 383 habitants, 132 habitatges, i 107 famílies. La densitat de població era de 234,7 habitants/km².
Dels 132 habitatges en un 43,2% hi vivien nens de menys de 18 anys, en un 45,5% hi vivien parelles casades, en un 25% dones solteres, i en un 18,9% no eren unitats familiars. En el 18,9% dels habitatges hi vivien persones soles el 4,5% de les quals corresponia a persones de 65 anys o més que vivien soles. El nombre mitjà de persones vivint en cada habitatge era de 2,9 i el nombre mitjà de persones que vivien en cada família era de 3,28.
Per edats la població es repartia de la següent manera: un 35% tenia menys de 18 anys, un 10,7% entre 18 i 24, un 27,2% entre 25 i 44, un 18% de 45 a 60 i un 9,1% 65 anys o més.
L'edat mediana era de 29 anys. Per cada 100 dones de 18 o més anys hi havia 93 homes.
La renda mediana per habitatge era de 18.438 $ i la renda mediana per família de 18.269 $. Els homes tenien una renda mediana de 21.250 $ mentre que les dones 18.750 $. La renda per capita de la població era de 7.266 $. Entorn del 46,4% de les famílies i el 49,4% de la població estaven per davall del llindar de pobresa.

## Poblacions més properes
El següent diagrama mostra les poblacions més properes.